# Пешков, Алексей Николаевич
Алексей Николаевич Пешков (1920 — 1945) — ефрейтор Красной армии; участник Великой Отечественной войны и полный кавалер ордена Славы.

## Биография
Родился в 1920 году. По национальности — русский. Получил начальное образование.  Проживал в посёлке Богунай (ныне посёлок не существует, а место на котором он располагался, находится на территории Рыбинского района, Красноярский край). Работал на руднике.
В Красной армии с 8 марта 1942 года, на фронте с 16 сентября того же года. Служил в 3-м дивизионе, 812-й артиллерийский полк, 273-я стрелковая дивизия. Участвовал в Сталинградской битве, Орловской наступательной операции, Брянской наступательной операции, Гомельско-Речицкой наступательной операции, Львовско-Сандомирской наступательной операции и Сандомирско-Силезской наступательной операции.
В январе 1943 года в ходе ликвидации окружённой группировки войск противника под Сталинградом красноармеец Алексей Пешков, будучи разведчиком взвода управления выявлял огневые средства противника и скопления его пехоты, о чём передавал информацию в штаб дивизиона. Во время боев за село Малая Рассошка (ныне село не существует, место на котором оно располагалось, находится на территории Городищенский район, Волгоградская область)  Пешков захватил в плен унтер-офицера и троих немецких солдат, которых доставил в штаб дивизиона. 5 февраля 1943 года был приказом командира полка он был награждён медалью «За отвагу».
Вскоре Алесей Николаевич был назначен разведчиком-наблюдателем в штабную батарею того же артиллерийского полка. Во время проведения Гомельско-Речицкой наступательной операции, действуя на плацдарме близ Гомеля (ныне Беларусь), 13 ноября 1943 года Алексей Пешков под вражеским огнём трижды переправлялся через реку Сож, доставляя  приказы и боевые донесения. На следующий день, находясь в составе сопровождения командира полка из штаба дивизии на наблюдательный пункт, группа попала под миномётный обстрел. Спасая жизнь командира полка, он закрыл его своим телом от осколков. За что командир полка представил его к награждению орденом Красной Звезды, но 25 ноября 1943 года  приказом командира 273-й стрелковой дивизии ефрейтор Алексей Николаевич Пешков был награждён орденом Славы 3-й степени.
В июле 1944 года, во время проведения Сандомирско-Силезской наступательной операции, в ходе боев за село Грабовец (ныне Замойский повят, Люблинское воеводство, Польша), Алексей Пешков действовал в штурмовой группе 671-го стрелкового полка. В ходе одного из боев Пешков лично уничтожил около 20  немецких солдат. Заняв выгодные позиции на окраине села, группа отбила вражескую контратаку и смогла удержать позицию до подхода стрелкового батальона. В первой половине августа части 273-й стрелковой дивизии форсировали  Вислу и захватили плацдарм близ Сандомира (ныне Свентокшиское воеводство, Польша). 
Несколько раз лично переправлял боеприпасы и пищу для артиллерийских подразделений во время вражеских обстрелов и бомбёжек. После одной из бомбежек, близ села Доротка (ныне гмина Липник, Опатувский повят, Свентокшиское воеводство, Польша) Пешков откопал из засыпанного окопа офицера и двоих солдат-разведчиков, которым оказал первую помощь и доставил в медицинский пункт. За что 26 августа 1944 года приказом командующего 120-м стрелковым корпусом Алексей Николаевич Пешков был награждён орденом Отечественной войны 1-й степени.
11 сентября 1944 года находясь на наблюдательном пункте близ села Доротка, он принимал участие в отбитии вражеских контратак. Из личного оружия уничтожил около 30 солдат противника. 12 сентября в результате прямого попадания немецкого снаряда в блиндаж наблюдательного пункта начался пожар. Алексей Пешков, рискуя собственной жизнью, потушил огонь. С 13 сентября 1944 года Алексей Николаевич принимал участие в отражении возобновившихся вражеских контратак и уничтожил свыше 10 вражеских солдат.  10 ноября 1944 года ефрейтор Алексей Николаевич Пешков был награждён орденом Славы 2-й степени.
16 января 1945 года разведчик-наблюдатель Алексей Пешков близ города Ставуш (ныне Польша) обнаружил: противотанковое орудие, миномёт и 3 вражеских пулемёта. В результате чего данная техника была уничтожена, а вместе с ней было уничтожено 10 солдат противника и трое солдат попали в плен. 10 апреля 1945 года ефрейтор Алексей  Николаевич Пешков был награждён орденом Славы 1-й степени, став полным кавалером ордена Славы.
Алексей Николаевич Пешков погиб во время одного из боев на территории Германии в 1945 году. Точная дата и место смерти, а также место захоронения не установлены.

## Награды
- Орден Отечественной войны 1-й степени (26 августа 1944)[1][2][3];
- Орден Славы 1-й степени (10 августа 1945)[1][2][4];
- Орден Славы 2-й степени (10 ноября 1944)[1][2][5];
- Орден Славы 3-й степени (25 ноября 1943 — № 6679)[1][2][6];
- Медаль «За отвагу» (5 февраля 1943)[2][7];
- Медаль «За оборону Сталинграда»[2].